# Fédérale 1
Fédérale 1 (kurz für Championnat de France de première division fédérale) ist die fünfthöchste Spielklasse der Männer im französischen Rugby Union und gleichzeitig die höchste Spielklasse in deren Amateurbereich. Der Wettbewerb wird vom französischen Rugbyverband Fédération française de rugby organisiert und ersetzte 2000 die ehemalige Spielklasse B2.

## Format
Es nehmen 48 Teams teil, die in vier regionale Gruppen zu je zwölf Teams eingeteilt sind. Die Qualifikationsrunde umfasst 22 Spieltage, bestehend aus je einem Hin- und Rückspiel gegen alle anderen Teams. Am Ende der regulären Saison erreichen die ersten beiden Mannschaften jeder Gruppe das Achtelfinale, während die Dritt-, Viert-, Fünft- und Sechstplatzierten ein Play-off austragen. Der Sieger des Finalspiels erhält die „Trophée Jean-Prat“ und ist französischer Amateurmeister. Die vier für das Halbfinale qualifizierten Mannschaften steigen in die Nationale 2 auf, während die elft- und zwölftplatzierten Mannschaften jeder Gruppe in die Fédérale 2 absteigen.

## Mannschaften
Die folgenden 48 Mannschaften spielen in der Saison 2025/26 in der Fédérale 1:
| Gruppe 1 - Union Barbézieux Jonzac - RC Bassin d’Arcachon - Beauvais RC - RC Courbevoie - CM Floirac - UA Gujan-Mestras - US Issoire - USA Limoges - XV Corsaire Saint-Malo - Saint-Médard RC - AAS Sarcelles - US Tours | Gruppe 2 - RO Agde - US Annecy - CS Annonay - AS Bédarrides - CO Berre XV - RC Châteaurenard - XV du Coudon - Avenir Gruissanais - US Montmélian - CS Nuiton - SC Royannais - US Vinay | Gruppe 3 - Blagnac SCR - RO Castelnaudary - CA Castelsarrasin - Céret Sportif - UA Gaillac - Rugby Grenade - US L’Isle-Jourdain - SC Mazamet - Saint-Girons SC - US Saint-Sulpice - UA Saverdun - TOEC TOAC FCT Rugby | Gruppe 4 - Stade Bagnérais - US Bergerac - Cahors Rugby - AS Layrac - FC Lourdes - US Nafarroa - FC Oloron - Peyrehorade SR - CA Sarlat - AS Soustons - SC Tulle - 4 Cantons BHAP |

## Meister Fédérale 1
| - 2000/01: US Oyonnax - 2001/02: Lyon Olympique Universitaire - 2002/03: USA Limoges - 2003/04: Pays d’Aix RC - 2004/05: US Colomiers - 2005/06: UA Gaillac - 2006/07: Stade Aurillacois - 2007/08: US Colomiers - 2008/09: CA Lannemezan - 2009/10: US Carcassonne - 2010/11: AS Béziers - 2011/12: US Colomiers | - 2012/13: US Bressane - 2013/14: US Montauban - 2014/15: Pays d’Aix RC - 2015/16: SO Chambéry - 2016/17: Rouen Normandie Rugby - 2017/18: ASV Lavaur - 2018/19: Rouen Normandie Rugby - 2019/20: aufgrund der COVID-19-Pandemie abgebrochen - 2020/21: pandemiebedingt nicht ausgetragen - 2021/22: Rennes EC - 2022/23: Stade Langonnais - 2023/24: Servette RC - 2024/25: US Tyrosse |